# Varínka
Varínka je říčka na severním Slovensku, v severovýchodní části okresu Žilina. Je pravostranným přítokem Váhu, má délku 24 km a je tokem III. řádu.

## Průběh toku
Pramení v Malé Fatře, v podcelku Krivánska Fatra, pod Chlebem v nadmořské výšce cca 1300 m.
V pramenné oblasti se zdrojnice vějířovitě sbíhají na začátku Staré doliny, kterou protéká na sever. Přibírá několik přítoků, nejvýznamnějším je Stohový potok, který přitéká z pravé strany, ze sousední Nové doliny. Varínka dále prořezává horskou skupinu Rozsutce hlubokou soutěskou (NPR Tiesňavy) a vstupuje do Žilinské kotliny, do podcelku Varinske podolie.
Protéká obcí Terchová, zprava přibírá Biely potok a Struháreň a stáčí se na západ. Teče na styku Žilinské kotliny a Kysucké vrchoviny, zleva přibírá Bránici, u obce Belá Belianský potok a Bačinský potok, dále teče mezi obcemi Stráža na pravém břehu a Dolná Tižina na levém břehu. Následně přibírá zleva Kúr, protéká územím s dobře zachovalými břehovými porosty (přírodní památka Krasniansky luh) a stáčí se na jih. Teče podél obcí Krasňany a Varín a v katastrálním území obce Varín ústí v nadmořské výšce přibližně 350 m do Váhu.
Varínka je převážně vysokohorským typem řeky bystřinný charakteru, za obcí Terchová ukládá balvany i jemnější nánosy štěrku a vytváří četné ostrůvky.

## Území evropského významu
Tok řeky Varínka o výměře 154.59 ha je územím evropského významu. Předmětem ochrany jsou pěnovcová prameniště, vlhkomilná vysokostébelnatá lemová společenstva na říčních nivách od nížin do alpínského stupně, lužní vrbové-topolové a olšové lesy a druhy evropského významu: zvonek kopinatý (Campanula serrata), střevlík hrbolatý (Carabus variolosus), přástevník kostivalový (Callimorpha quadripunctaria), kuňka žlutobřichá (Bombina variegata), vydra říční (Lutra lutra) a netopýr velký (Myotis myotis).

## Galerie

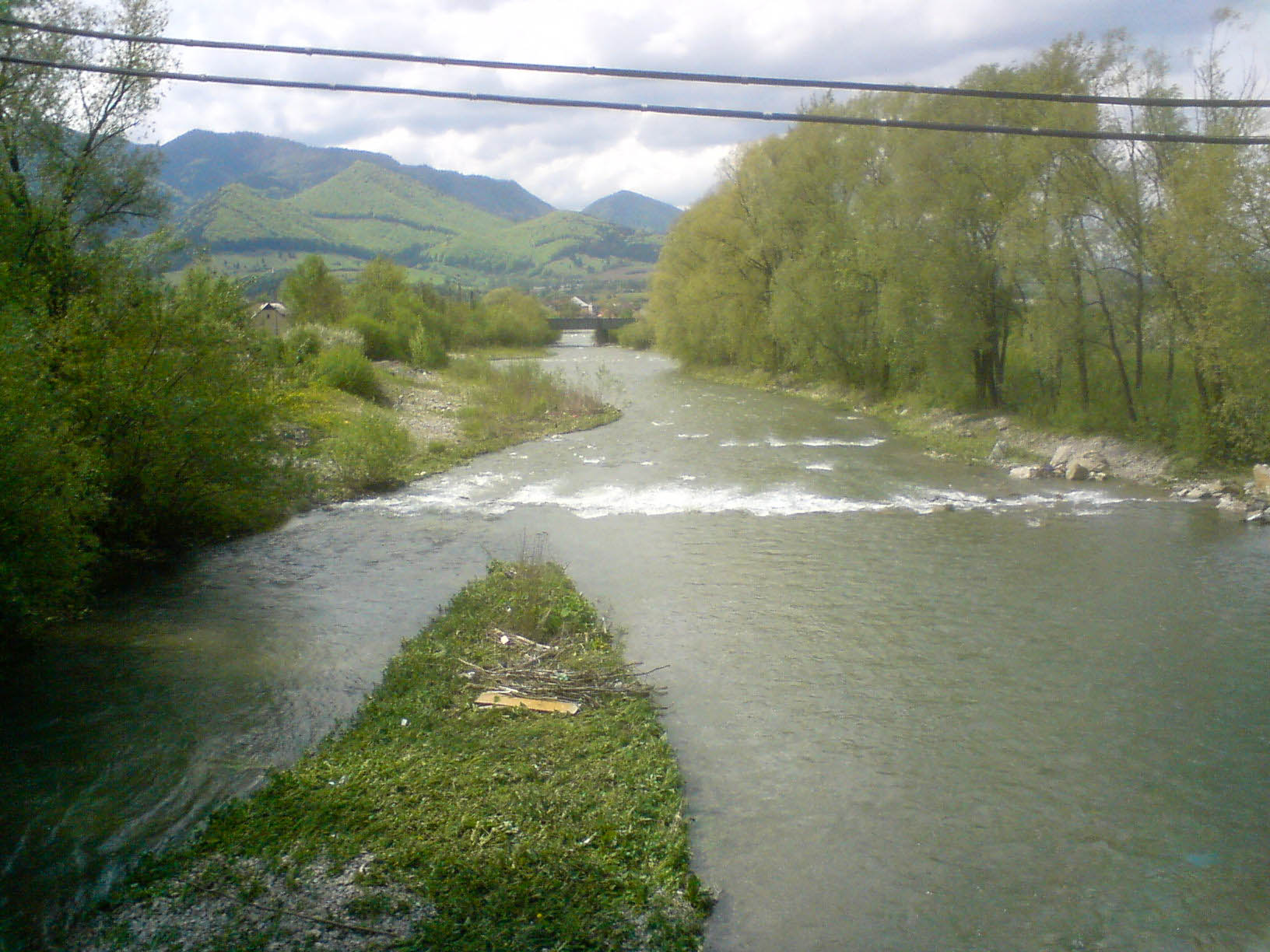
Rieka v obci Varín